# Charles Cliquet
Charles Cliquet (geboren 21. Januar 1891 in Imphy; gestorben 27. März 1956 in Paris) war ein französischer Widerstandskämpfer  während der deutschen Besetzung Frankreichs im Zweiten Weltkrieg.
Cliquets Vater Charles Cliquet (sen.) war Inhaber einer kleinen Firma in Vierzon, die Porzellanwaren und Keramiken herstellte. Der Sohn erwarb einen Hochschulabschluss der Rechtswissenschaft und übernahm später den elterlichen Betrieb. In den 1920er Jahren heiratete er Solange Hubert (1898–1962), mit der er zwei Kinder (François-Louis und Armand Cliquet) hatte. Ende der 1930er Jahre musste sein Unternehmen Insolvenz anmelden. In der Folge begann er ein Medizinstudium, das er wegen des Zweiten Weltkriegs erst nach der Befreiung Frankreichs vollenden konnte. Während des Krieges arbeitete er in zeitweise einer Privatklinik in Vierzon.
Bereits zum Zeitpunkt des Waffenstillstands von Compiègne am 22. Juni 1940 engagierte er sich mit seiner Frau in der Résistance. Zwei Tage vorher hatte die Wehrmacht Vierzon eingenommen, fortan war die Stadt zweigeteilt. Die Demarkationslinie zwischen der besetzten und der unbesetzten Zone („État français“) Frankreichs verlief längs des Flusses Cher, unmittelbar hinter Cliquets Garten. Die Cliquets halfen französischen Kommandos und geflohenen Gefangenen, vor den Deutschen in die „freie Zone“ zu entkommen.
Im Juli 1940 wurde Cliquet denunziert und im örtlichen Gefängnis festgehalten. Aus Mangel an Beweisen wurde er nach fünf Tagen aus der Haft entlassen. Unmittelbar darauf setzte er seine Tätigkeit als Schlepper fort und half nun auch Résistancekämpfern, Nachrichtendienstlern und geretteten Flugzeugbesatzungen der Alliierten, die Grenze zu passieren. Er selbst überquerte sie wiederholt, um Nachrichten und Dokumente zu überbringen. Mit Hilfe seiner Frau, ab Dezember 1940 Mitglied der Rettungsorganisation Pat O’Leary für abgeschossene Piloten, fälschte er notwendige Dokumente.
Eng arbeitete Cliquet mit der Organisation civile et militaire (OCM) und dem britischen Cinquième Bureau zusammen. Während seiner Tätigkeit verhalf er bis zu 1500 Personen, darunter 21 britischen und amerikanischen Fliegern, zum Übertritt über die Demarkationslinie. Sein Handeln war zahlreichen Menschen bekannt, und er selbst wusste sich von der deutschen Polizei verdächtigt und überwacht. Im März 1941 durchsuchte jene erfolglos sein Haus. Gemeinsam mit seiner Frau wurde er im August 1942 verhaftet und erneut mangels Beweisen vier Tage später freigelassen.
Am 23. März 1943 entdeckte die deutsche Polizei seine Anschrift in den Papieren eines englischen Offiziers, der Mitglied einer Hilfsorganisation für britische Flugzeugbesatzungen war. Cliquet wurde verhaftet und 17 Tage lang in Bourges von der Gestapo verhört, gab aber auch unter Folter keine Informationen preis. Danach wurde er nach Fresnes verlegt und am 13. September zunächst nach Saarbrücken und dann in das Konzentrationslager Buchenwald gebracht. In dessen Außenlager Laura wurde er als Zwangsarbeiter beim Bau der „Vergeltungswaffen“ V1 und V2 eingesetzt. Innerhalb von drei Monaten sah er dort zwei Drittel seiner Kameraden sterben.
Im Juni 1944 wurde er nach Buchenwald zurückverlegt und meldete sich im September als Freiwilliger für ein Arbeitskommando in Köln-Deutz. Von dort hoffte er, entkommen und sich zu den alliierten Befreiern durchschlagen zu können. Ein Fluchtversuch am 6. Februar 1945 scheiterte jedoch; nach zehn Tagen wurde Cliquet von der Gestapo beim Versuch, den Rhein zu überqueren, gefasst. Er wurde nach Kaiserau gebracht, von wo er am 11. April wiederum fliehen konnte. Bei Ründeroth erreichte er die alliierten Truppen.
Nach dem Krieg schloss Cliquet sein Medizinstudium ab und ließ sich als Arzt in Montreuil nieder. An Spätfolgen seiner Deportation verstarb er im Alter von 65 Jahren im Pariser Krankenhaus Saint-Antoine und wurde in Vierzon beigesetzt.
Charles Cliquet erhielt zahlreiche Auszeichnungen, darunter den Ordre national de la Légion d’honneur, das Croix de guerre, das Croix du combattant volontaire de la Résistance, die britische King’s Medal for Courage in the Cause of Freedom und die amerikanische Medal of Freedom. Zudem wurde er zum Compagnon de la Libération ernannt.